# Riidaja
Riidaja – wieś w Estonii, prowincji Valga, w gminie Põdrala.